# Teotoni de Coïmbra
Teotoni de Coïmbra (Tartinhade, Ganfei, 1082 - Coïmbra, 1162) fou un religiós portuguès, prior de Viseu i fundador dels Canonges Regulars de la Santa Creu. És venerat com a sant per diverses confessions cristianes.

## Biografia
Teotoni va néixer el 1082 al llogarret de Tartinhade (Ganfei), prop de Valença do Minho (Portugal); estudià al monestir benedictí de Ganfei. Als deu anys va mostrar la seva inclinació per la religió i marxà a Coïmbra, on el seu oncle era bisbe, a formar-se. Va estudiar a l'escola catedralícia, essent el seu director espiritual el pare Tell (Telo). Hi estudià filosofia i teologia.
Quan el seu oncle morí, anà amb un altre oncle, prior del monestir de Viseu, per completar la seva formació. S'hi ordenà sacerdot i succeí l'oncle com a prior al monestir en 1112. Va fer un pelegrinatge a Jerusalem i en tornar havia estat elegit bisbe de Viseu, però no volgué acceptar el càrrec i preferí continuar com a missioner.
Tornà a marxar a Terra Santa, on tenia intenció de quedar-se. El seu antic director, el pare Tell, el cridà, ja que volia fundar una comunitat religiosa i necessitava ajut. Teotoni tornà i, amb Telo i onze religiosos, fundà en 1131 un orde de canonges regulars al monestir de Santa Cruz de Coïmbra. La congregació es posà sota la Regla de Sant Agustí i demanaren a Innocenci II la seva protecció i autorització; el papa l'autoritzà amb la butlla Bula Desiderium quod, de 26 de maig de 1135, fundant així l'orde dels Canonges Regulars de la Santa Creu.

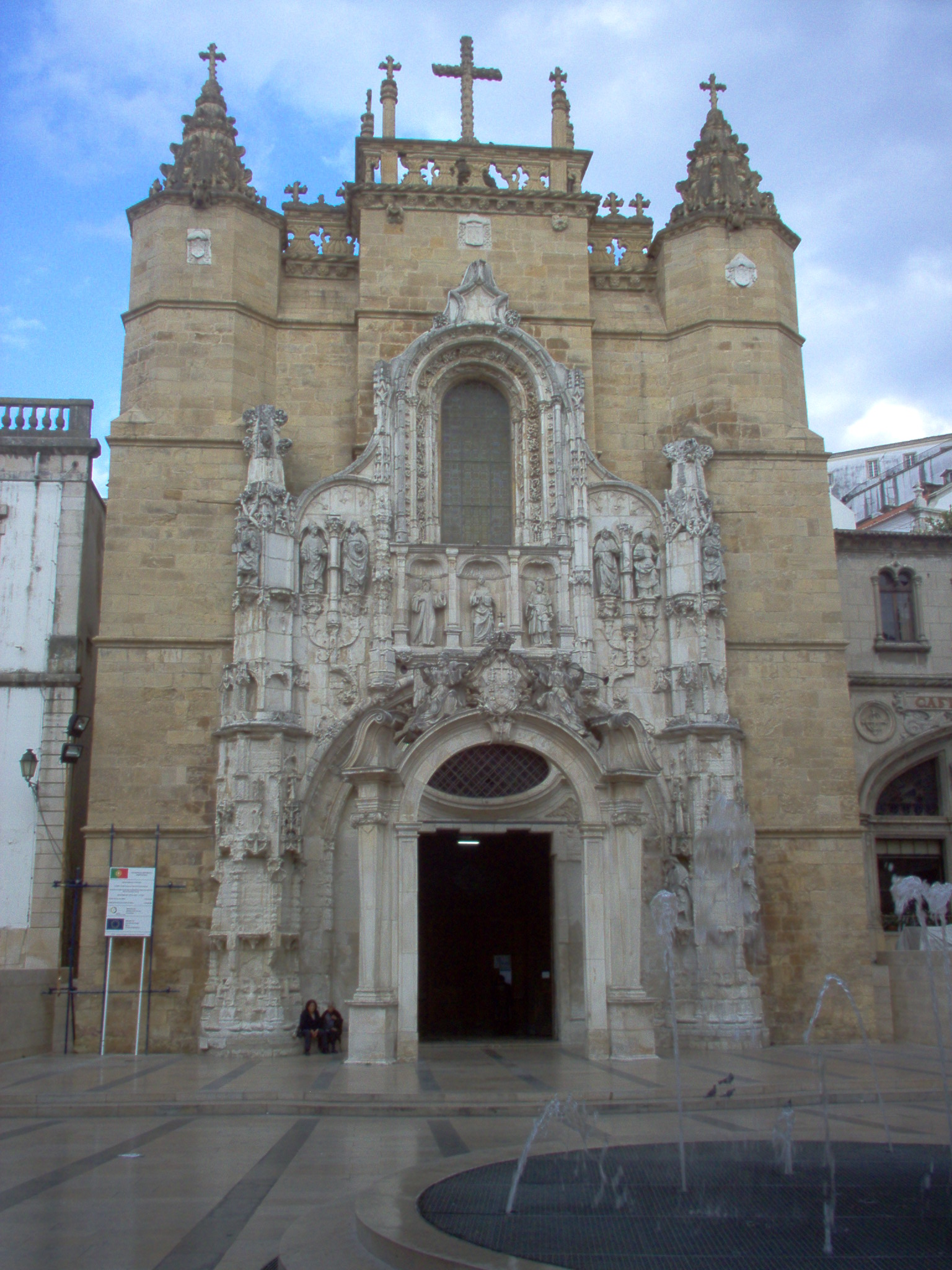
Monestir de Santa Cruz de Coïmbra.

A Portugal va seguir una dinàmica missionera per evangelitzar les terres conquerides pels cristians als musulmans, a més d'obrir escoles per formar cristianament els joves. Fou conseller espiritual del rei Alfons I de Portugal, que feu donacions al nou orde. També mantingué contactes amb Bernat de Claravall.
Als setanta anys renuncià al càrrec de prior. Un any després, Anastasi IV volgué consagrar-lo com a bisbe de Coïmbra, però no volgué acceptar-ho. Dedicat a la pregària, morí el 18 de febrer de 1162.

## Veneració
Fou sebollit a una capella del monestir de Santa Cruz de Coïmbra. Fou canonitzat pel papa Alexandre III, només passat un any des de la mort, en 1163, per la seva contribució a la reforma de la vida religiosa en Portugal. Teotoni fou el primer sant portuguès que fou canonitzat. El seu culte, el 18 de febrer, fou difós pels agustinians.
En 1602 fou proclamat sant patró de la ciutat i diòcesi de Viseu.